# Halicarcinus bedfordi
Halicarcinus bedfordi is een krabbensoort uit de familie van de Hymenosomatidae. De wetenschappelijke naam van de soort is voor het eerst geldig gepubliceerd in 1931 door Montgomery.